# Anna Froster
Anna Katarina Froster, född 24 maj 1980, är en svensk miljöjournalist, biolog och författare.